# Fiat Twin-Cam-Motor
Der Fiat Twin-Cam-Motor ist ein Verbrennungsmotor, der von Fiat von 1966 bis 2000 hergestellt wurde. Sein Name verdeutlicht, dass er zwei (engl. twin) (obenliegende) Nockenwellen (engl. camshaft) besitzt.

## Geschichte

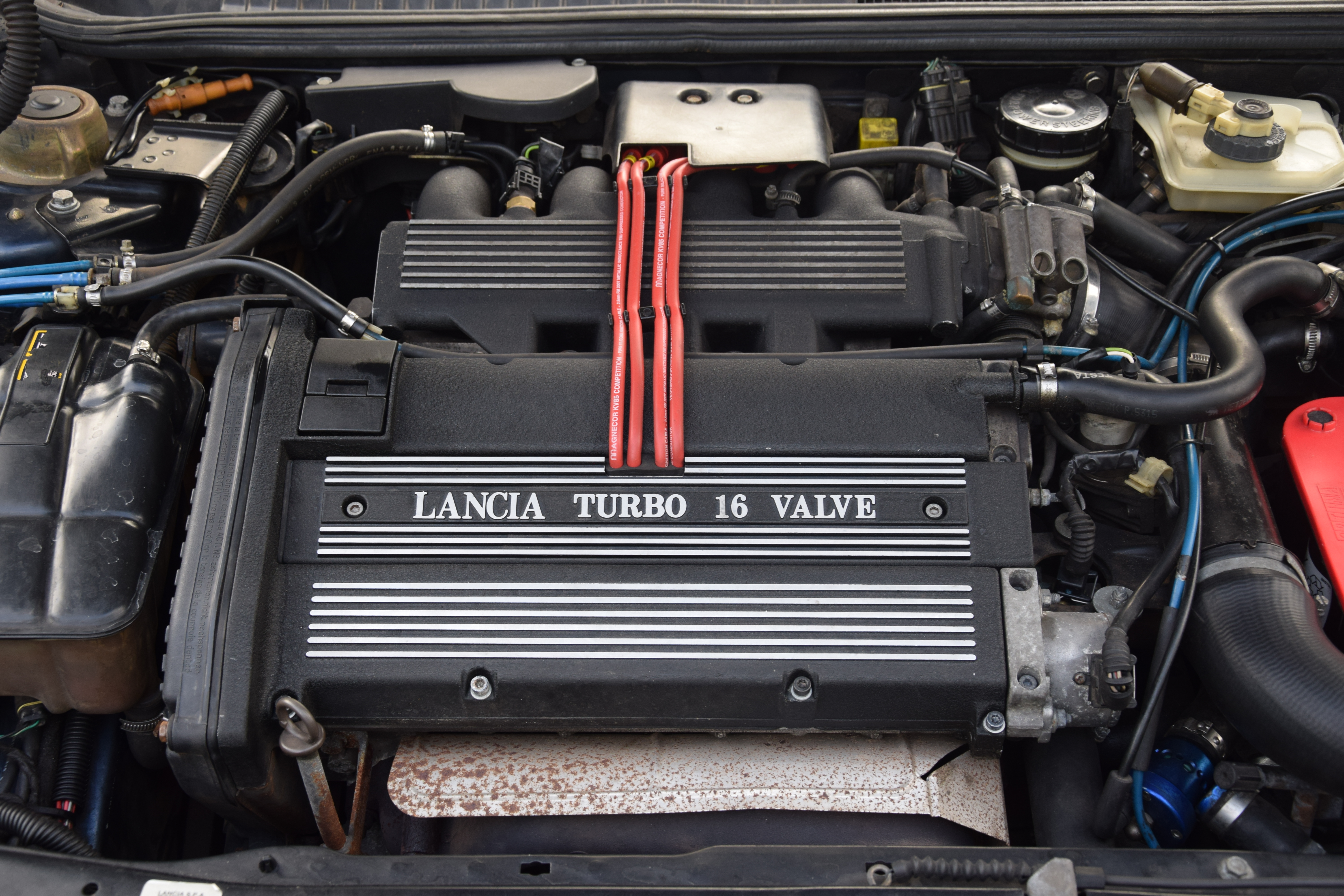
Fiats Twin-Cam-Motor mit 2,0 Liter Hubraum, 16 Ventilen und Turboaufladung im Lancia Delta HF 2.0 Turbo LS (1994)

Der Motor wurde unter der Leitung von Aurelio Lampredi entwickelt, zunächst als 8-Ventil-Version und später als 16-Ventil-Version. Zahlreiche Fahrzeuge des Fiat-Konzerns waren serienmäßig mit dem Twin-Cam-Motor ausgestattet.
Erfolge feierte der Motor auch im Renneinsatz: Insgesamt errang er zwischen 1977 und 1992 elf Markentitel in der Rallye-Weltmeisterschaft, 1980 und 1981 die Markenweltmeisterschaft der Gruppe 5, sowie weitere Titel auf nationaler Ebene. Der Fiat Twin-Cam-Motor ist damit der bisher erfolgreichste Rallyemotor der Geschichte.
Allen bis dahin gebauten Lampredi-Motoren war gemeinsam, dass bei Längseinbau die Einlassseite in Fahrtrichtung links und der Auspuff rechts lagen bzw. dass bei Quereinbau wie im Lancia Beta der Motor gegen die Fahrtrichtung 20 Grad nach hinten geneigt eingebaut wurde und der Einlass zum Kühlergrill und der Auslass zur Spritzwand zeigte. Für den Einsatz im Lancia Thema und Fiat Croma wurde der Motor erstmals grundlegend überarbeitet. Das Triebwerk erhielt einen neuen, nun einteiligen Zylinderkopf ohne separat demontierbare Nockenwellengehäuse und die Einbaulage wurde so geändert, dass der Motor um 15 Grad in Fahrtrichtung nach vorn geneigt war – einen Längseinbau dieser Triebwerksvariante gab es nicht mehr. Dabei wurde zugleich die Durchströmungsrichtung geändert, so dass der Einlass Richtung Spritzwand und der Auslass Richtung Kühlergrill zeigte. Zusätzlich wurde der Motorblock so umkonstruiert, dass die Verwendung von zwei Ausgleichswellen möglich war, die bei einigen Varianten eingesetzt wurden. Für dieses Triebwerk wurde später noch ein einteiliger Vierventil-Zylinderkopf entwickelt, der mit dem alten Sport-Zylinderkopf nichts zu tun hatte und in Fahrzeugen wie dem Lancia Thema 16V, Fiat Tipo 16V, dem Lancia Delta HF Integrale 16V eingesetzt wurde. Die letzte vom Lampredi-Motor gebaute Variante war ein Vierventil-Motor mit 1,6 Liter Hubraum, der bis zum Jahr 2000 im Fiat Bravo/Brava verwendet wurde.

## Konstruktion
Der Motor hat vier Zylinder, einen Motorblock aus Grauguss mit fünffach gelagerter Kurbelwelle und einen Querstrom-Zylinderkopf aus Aluminium mit zwei obenliegenden Nockenwellen. Die beiden Nockenwellen wirken über Tassenstößel auf die V-förmig angeordneten Ventile und werden von einem Zahnriemen angetrieben.
Basis dieses Motors war das ebenfalls von Lampredi entwickelte OHV-Triebwerk des Fiat 124. Dessen untenliegende Nockenwelle wurde durch eine Nebenwelle für den Antrieb von Ölpumpe und Zündverteiler ersetzt, die dann vom Zahnriemen angetrieben wurde.

### Zylinderkopf
Der Lampredi-Vierzylinder hatte in der ursprünglich ausschließlich gefertigten 8-Ventil-Variante immer einen dreiteiligen Zylinderkopf: ein Gussteil trägt die Brennraumkalotte sowie Ventilführungen, Ventile und Federn, zwei separate Teile tragen jeweils eine Nockenwelle. Diese Konstruktion vereinfachte die Fertigung gegenüber anderen DOHC-Konstruktionen sehr stark.

### Ventilspieleinstellung
Der DOHC-Motor verfügte über eine neuartige und für Fiat patentierte Methode der Ventileinstellung: die Tassenstößel hatten direkten Kontakt mit den Ventilen, die zur Einstellung des Ventilspiels notwendigen Distanzscheiben lagen oben in den Stößelbechern mit Kontakt zu den Nockenwellen. Dadurch musste zur Spieleinstellung lediglich mit Hilfe eines Spezialwerkzeugs der Stößel heruntergedrückt werden, die Distanzplättchen konnten dann mit einer Spitzzange entnommen und eingelegt werden. Der bei den bis dahin üblichen Konstruktionen wie etwa Jaguar oder Alfa Romeo notwendige Ausbau der Nockenwellen, um an unterhalb der Stößelbecher auf den Ventilen liegende Distanzplättchen heranzukommen, entfiel. Diese die Wartung sehr vereinfachende Konstruktion wurde auch im Fiat 128 verwendet und legte den Grundstein für den Siegeszug von OHC- und DOHC-Motoren in Alltags- und Großserienautos. Dabei regte sie zahlreiche andere Firmen dazu an, die Fiat-Patente mit eigenen Konstruktionen zu umgehen, letztlich setzte sich aber dieses Einstellverfahren bis zur flächendeckenden Einführung hydraulischer Ventilspielausgleiche durch.

### Sonderversionen für Renn- und Sporteinsatz
In den 1970er-Jahren wurde für den im Rallyesport eingesetzten Fiat 124 Spider Abarth ein Vierventil-Zylinderkopf entwickelt. Dieser war einteilig und hatte einen sehr engen Ventilwinkel, weswegen für das bei Wartungsarbeiten damals noch übliche Nachziehen der Zylinderkopfschrauben die Nockenwellen ausgebaut werden mussten, um an diese Schrauben heranzukommen. Dieser hohe Wartungsaufwand war akzeptabel, weil die wenigen so ausgestatteten Fahrzeuge in der Hand des Werksteams im Sport waren und nicht in Kundenhand gelangten. Für den späteren Einsatz des vierventiligen Lampredi-Motors im Fiat 131 Abarth Rally wurde dieser Zylinderkopf überarbeitet und mit einem größeren Ventilwinkel versehen, um ein Nachziehen der Zylinderkopfschrauben ohne Demontage der Nockenwellen zu ermöglichen. Diese Änderung wurde eingeführt, da die 400 gebauten Fahrzeuge dieses Typs auch in Kundenhand gelangten und man den Kunden nicht den hohen Wartungsaufwand zumuten wollte. Dieser Motor wurde dann, mit Aufladung versehen, auch im Lancia Rally 037 eingesetzt.